# 路德维希堡县
路德维希堡县（Landkreis Ludwigsburg）是德国巴登-符腾堡州的一个县，隶属于斯图加特行政区，首府路德维希堡曾经是符腾堡的首府，也是州内最大的城市。

## 地理
路德维希堡县北面与海尔布隆县，东面与雷姆斯-穆尔县，南面与斯图加特市和伯布林根县，西面与恩茨县相邻。